# Volver (zespół muzyczny)
Volver – polski zespół grający muzykę pop założony w 2009 przez Tomasza Luberta.
W 2010 zespół zdobył trzy festiwalowe nagrody. Na festiwalu TOPtrendy 2010 w Sopocie otrzymał główną nagrodę w konkursie Trendy. Podczas Bydgoszcz Hit Festiwal utwór „Volveremos” został uznany za Polski Hit Lata roku 2010. Na XLVII Krajowym Festiwalu Piosenki Polskiej w Opolu zespół zdobył Superjedynkę w kategorii debiut roku. 4 sierpnia 2012 zespół zdobył Złoty Samowar na Festiwalu Piosenki Rosyjskiej za utwór „Million ałych roz”.

## Dyskografia
Albumy
| Rok  | Tytuł                                                                                | Certyfikat          |
| ---- | ------------------------------------------------------------------------------------ | ------------------- |
| 2009 | 10 historii o miłości - Data: 30 października 2009 - Wydawca: Universal Music Polska | - ZPAV: złota płyta |
| 2012 | Kocha, lubi, szanuje - Data: 2 października 2012 - Wydawca: Universal Music Polska   |                     |

Single
| Rok                            | Tytuł           | Pozycje | Album                 |
| Rok                            | Tytuł           | RMF     | Album                 |
| ------------------------------ | --------------- | ------- | --------------------- |
| 2009                           | Chcę            | 3       | 10 historii o miłości |
| 2010                           | Jak wulkan      | –       | 10 historii o miłości |
| 2010                           | Volveremos      | 1       | 10 historii o miłości |
| 2010                           | Z tobą mam sen  | 2       | 10 historii o miłości |
| 2010                           | Święta cały rok | –       | 10 historii o miłości |
| 2011                           | Barcelona       | 4       | Kocha, lubi, szanuje  |
| 2012                           | Tajemnica Grety | –       | Kocha, lubi, szanuje  |
| 2012                           | Party Time      | –       | Kocha, lubi, szanuje  |
| 2013                           | Bungee          | –       | Kocha, lubi, szanuje  |
| „–” pozycja nie była notowana. |                 |         |                       |

## Nagrody i wyróżnienia
| Rok  | Nagroda                      | Kategoria                                         | Uwagi     |
| ---- | ---------------------------- | ------------------------------------------------- | --------- |
| 2010 | Złote Dzioby                 | Odkrycie roku                                     | Nominacja |
| 2010 | TOPtrendy                    | Artysta trendy (Volveremos)                       | Wygrana   |
| 2010 | Superjedynki                 | Przebój roku (Volveremos)                         | Nominacja |
| 2010 | Superjedynki                 | Debiut (10 historii o miłości)                    | Wygrana   |
| 2010 | Bydgoszcz Hit Festiwal       | Polski hit lata (Volveremos)                      | Wygrana   |
| 2010 | Przegląd Lokalny Famka       | Debiut roku                                       | Wygrana   |
| 2011 | VIVA Comet Awards            | Zespół roku                                       | Nominacja |
| 2011 | VIVA Comet Awards            | Płyta roku (10 historii o miłości)                | Nominacja |
| 2011 | Eska Music Awards            | Zespół roku                                       | Nominacja |
| 2012 | Festiwal Piosenki Rosyjskiej | Rywalizacja o Złoty Samowar („Million ałych roz”) | Wygrana   |